# Comuna Ciurila, Cluj
Ciurila (în maghiară Csürülye) este o comună în județul Cluj, Transilvania, România, formată din satele Ciurila (reședința), Filea de Jos, Filea de Sus, Pădureni, Pruniș, Sălicea, Săliște și Șutu.

## Date geografice
Comuna Ciurila, situată la 20 km față de Cluj-Napoca, 25 km de municipiul Turda și la 30 km de Câmpia Turzii. Se întinde pe o suprafață de 72 km2, având o populație de peste 1.500 de locuitori, dispuși în satul reședință de comună Ciurila și satele Șutu, Filea de Jos, Filea de Sus, Pădureni, Pruniș, Sălicea și Săliște.
Comuna este așezată pe Dealul Feleacului - depresiunea Hășdate, în zona bazinului hidrografic al râului Hășdate.
Accesul în comună se face prin localitatea Sălicea.
În comuna Ciurila se găsește o rezervație naturală pe valea Dumbrava Filei (cunoscută pentru specia de orhidee ocrotită "Papucul Doamnei").

## Demografie
Componența etnică a comunei Ciurila
     Români (77,08%)
     Romi (2,75%)
     Maghiari (2,1%)
     Alte etnii (0,45%)
     Necunoscută (17,62%)
Componența confesională a comunei Ciurila
     Ortodocși (63,4%)
     Penticostali (10,68%)
     Greco-catolici (1,7%)
     Martori ai lui Iehova (1,3%)
     Reformați (1,25%)
     Fără religie (1,1%)
     Alte religii (2,45%)
     Necunoscută (18,12%)
Conform recensământului efectuat în 2021, populația comunei Ciurila se ridică la 2.003 locuitori, în creștere față de recensământul anterior din 2011, când fuseseră înregistrați 1.594 de locuitori. Majoritatea locuitorilor sunt români (77,08%), cu minorități de romi (2,75%) și maghiari (2,1%), iar pentru 17,62% nu se cunoaște apartenența etnică. Din punct de vedere confesional, majoritatea locuitorilor sunt ortodocși (63,4%), cu minorități de penticostali (10,68%), greco-catolici (1,7%), martori ai lui Iehova (1,3%), reformați (1,25%) și fără religie (1,1%), iar pentru 18,12% nu se cunoaște apartenența confesională.

## Politică și administrație
Comuna Ciurila este administrată de un primar și un consiliu local compus din 11 consilieri. Primarul, Teodor Cristinel Popa[*], de la Partidul Național Liberal, este în funcție din 2004. Începând cu alegerile locale din 2024, consiliul local are următoarea componență pe partide politice:
|  | Partid                          | Consilieri | Componența Consiliului | Componența Consiliului | Componența Consiliului | Componența Consiliului |
|  | ------------------------------- | ---------- | ---------------------- | ---------------------- | ---------------------- | ---------------------- |
|  | Partidul Național Liberal       | 4          |                        |                        |                        |                        |
|  | Alianța Dreapta Unită           | 3          |                        |                        |                        |                        |
|  | Partidul Social Democrat        | 3          |                        |                        |                        |                        |
|  | Alianța pentru Unirea Românilor | 1          |                        |                        |                        |                        |

### Evoluție istorică
De-a lungul timpului populația comunei a evoluat astfel:
Ciurila, Cluj - evoluția demografică

0100020003000400050001850189019101930195619772002populațiePopulația istorică din Ciurila, Cluj
Date: Recensăminte sau birourile de statistică - grafică realizată de Wikipedia

## Lăcașuri de cult
- Biserica de lemn „Sf. Arhangheli Mihail și Gavril” din satul Săliște (1755).
- Biserica de lemn din Ciurila

## Obiective turistice
- Rezervația naturală Pârâul Dumbrava (0,5 ha).
- Cele cinci lacuri de pe râul Hășdate.
- Făgetul Clujului - Valea Morii (sit de importanță comunitară inclus în rețeaua europeană Natura 2000 în România).

## Galerie de imagini

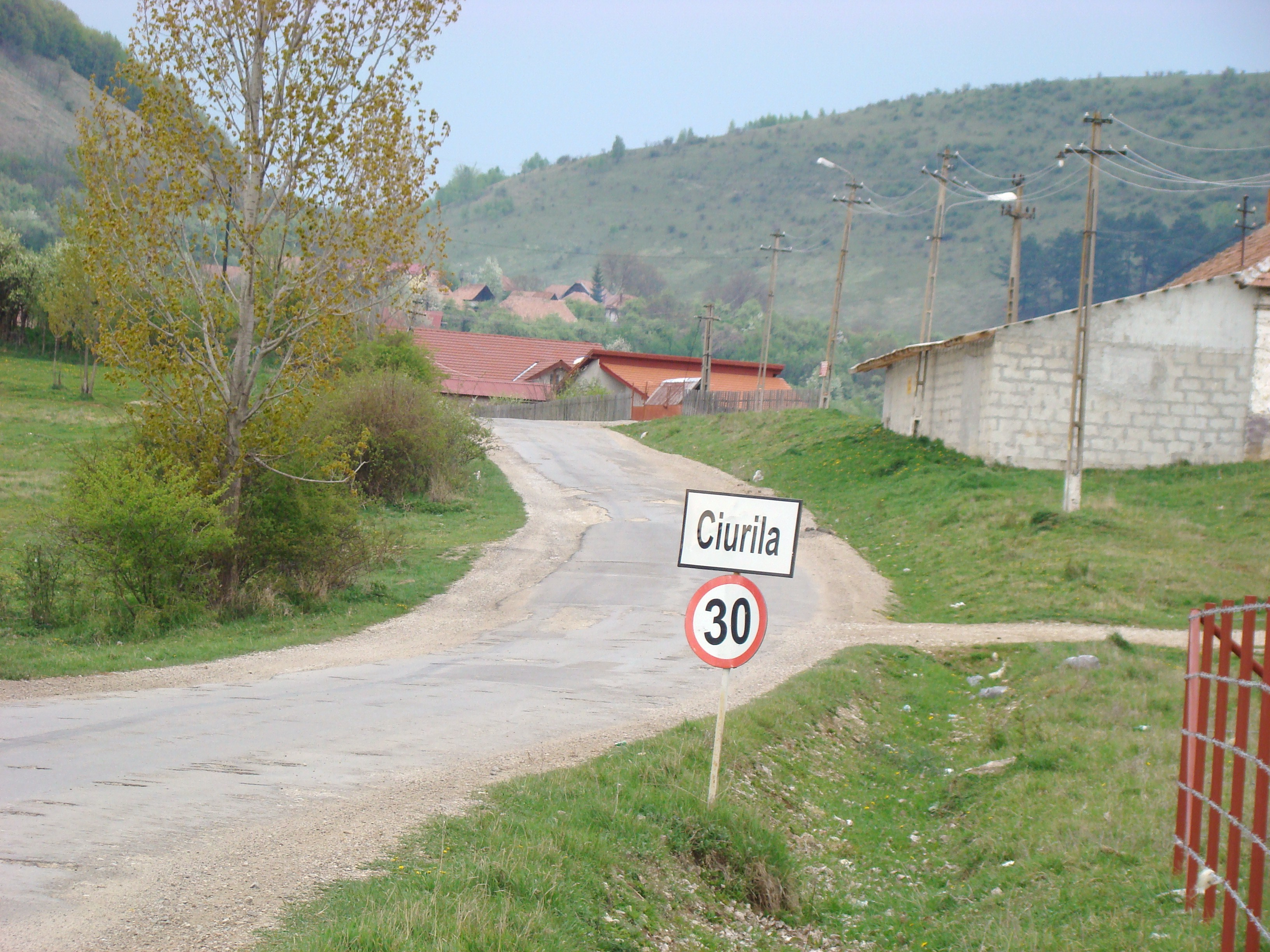
Intrarea în satul Ciurila
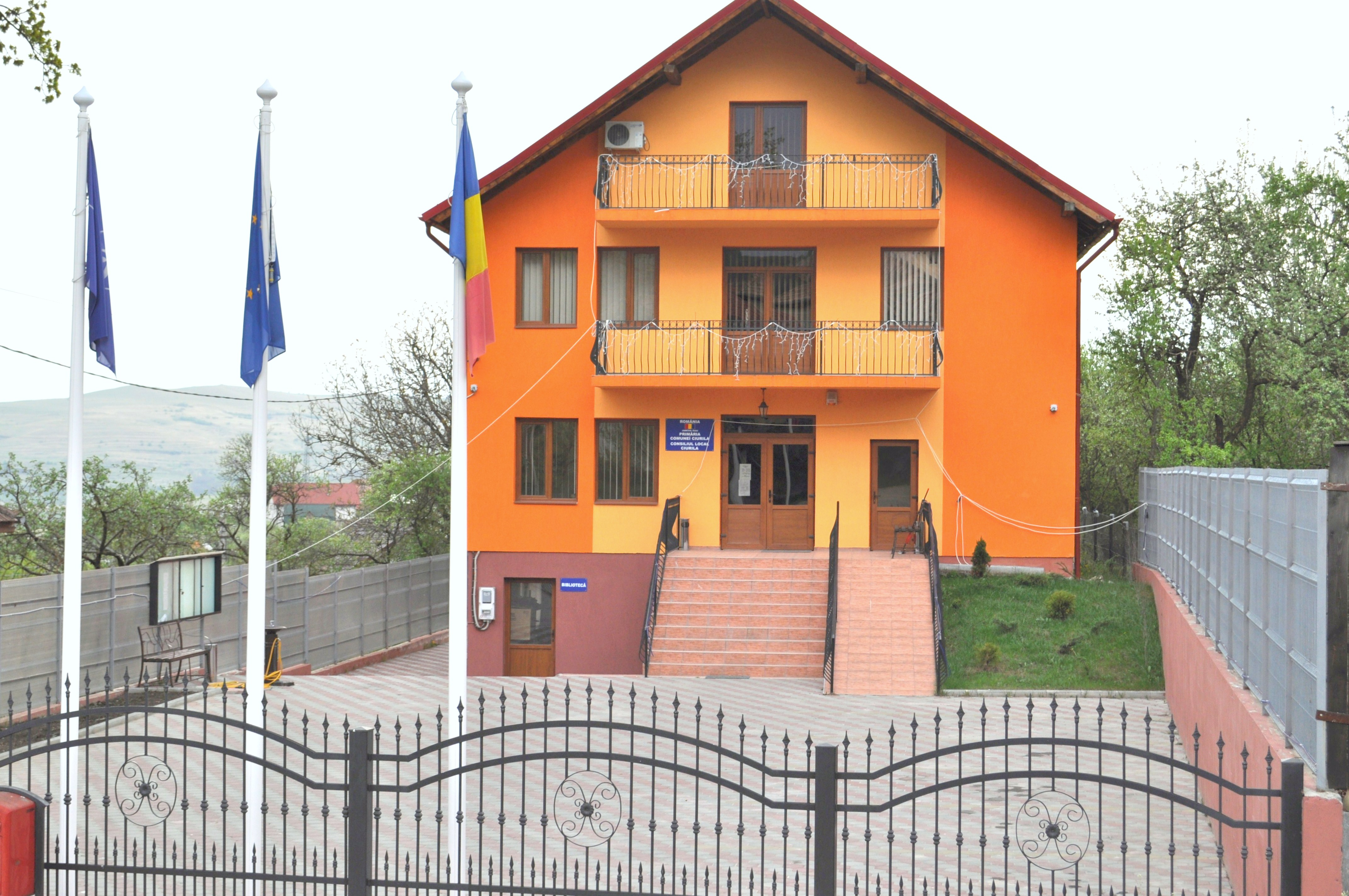
Primăria comunei
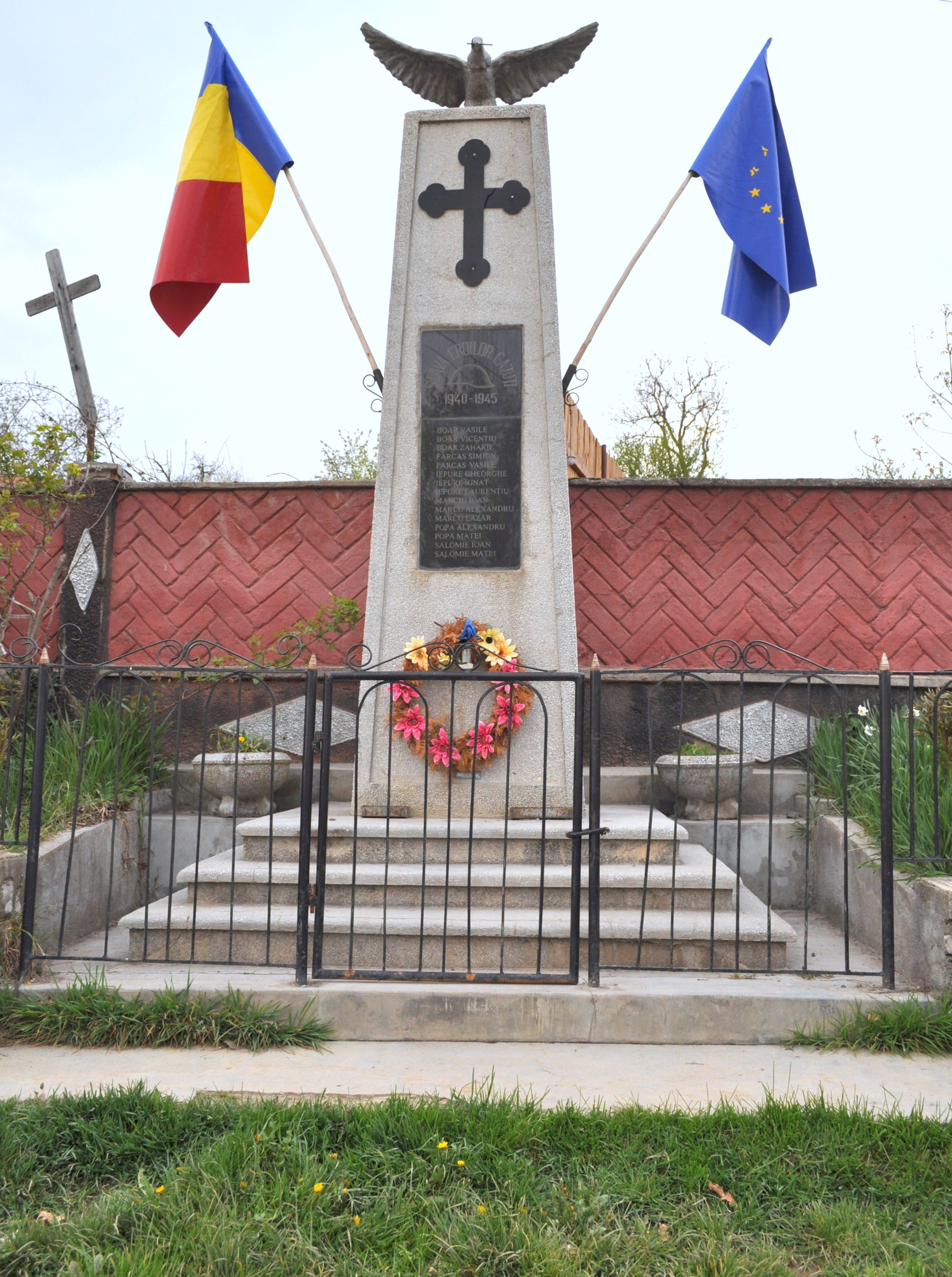
Monumentul eroilor din Ciurila
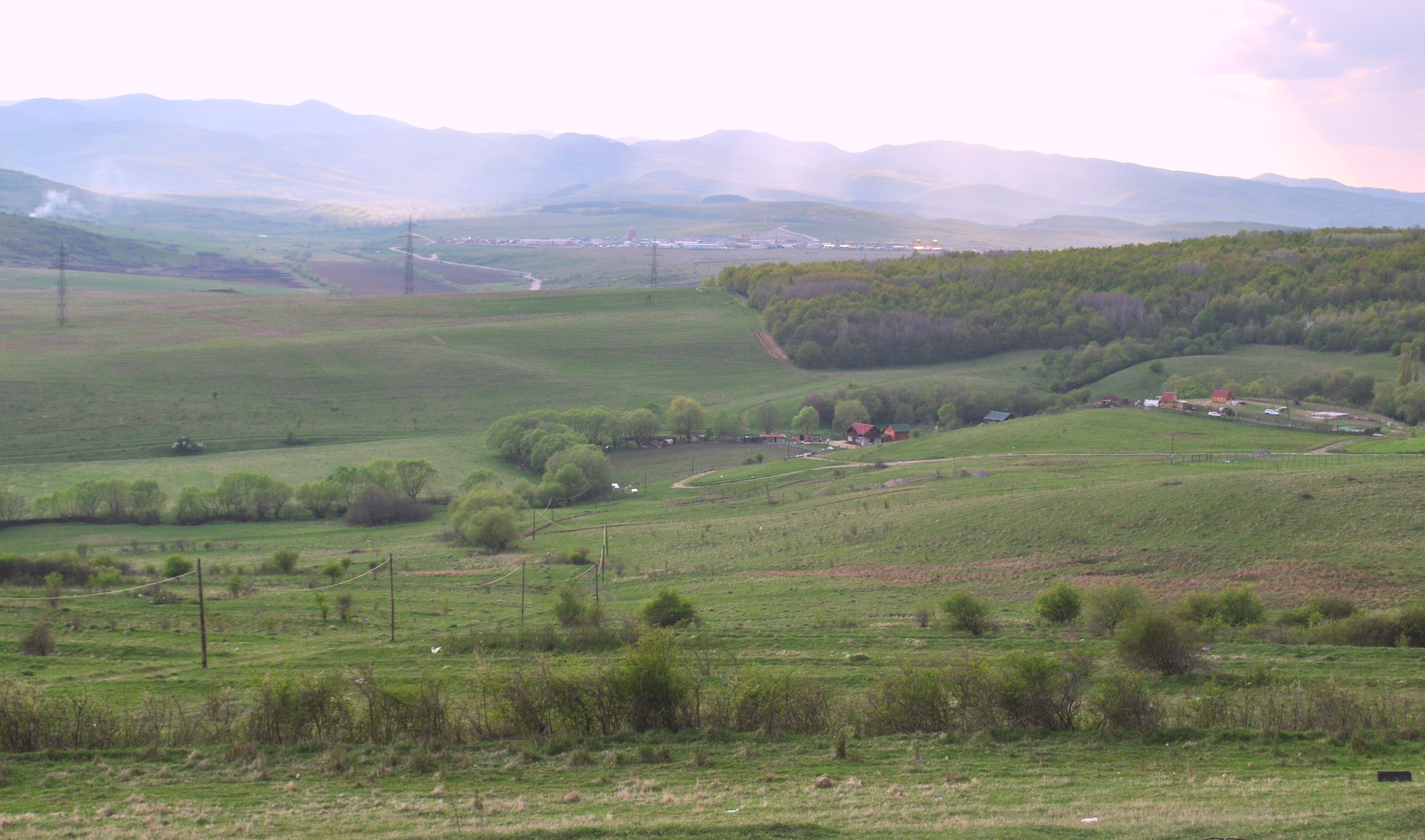
Împrejurimile satului Ciurila
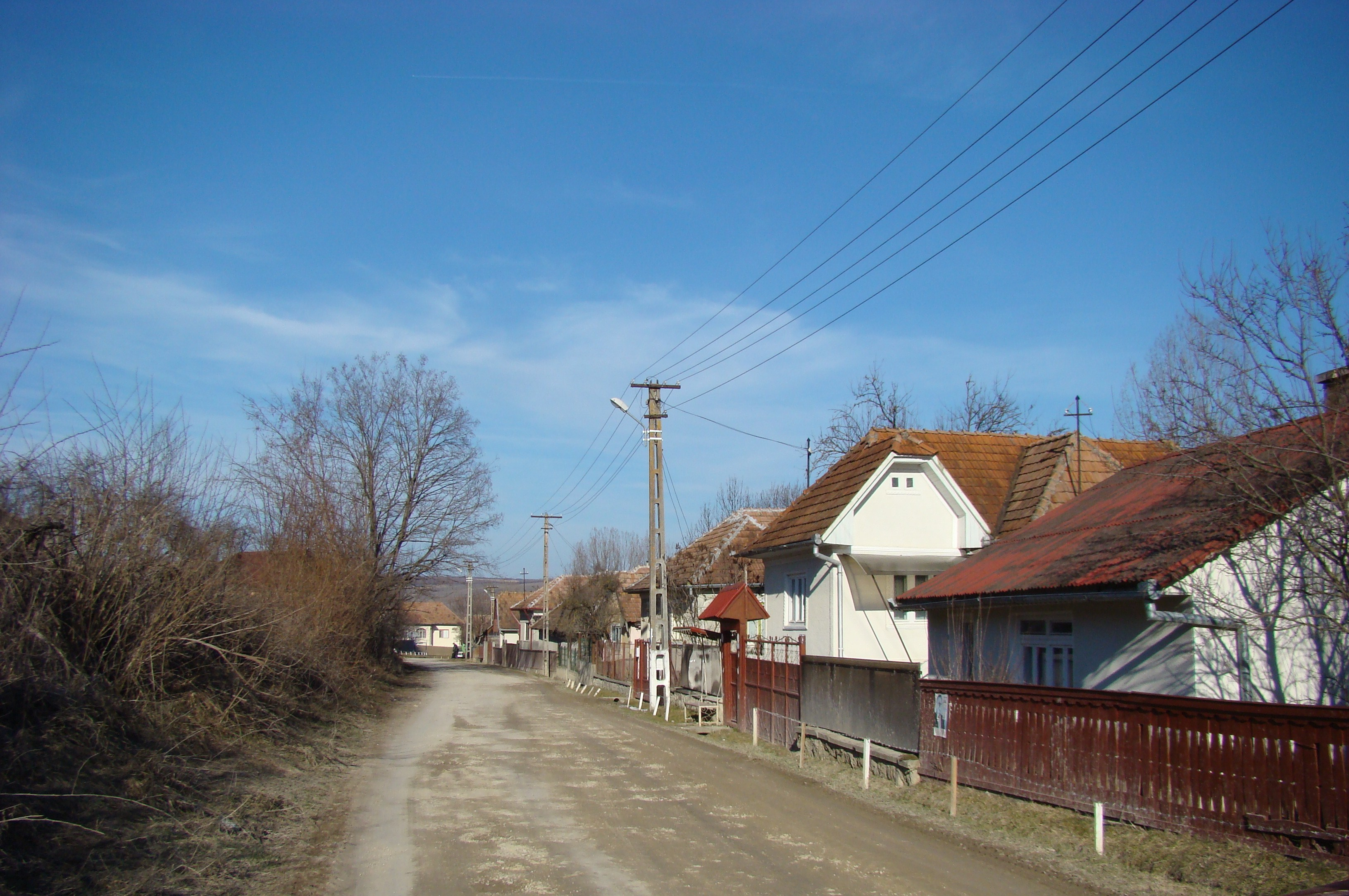
Șutu
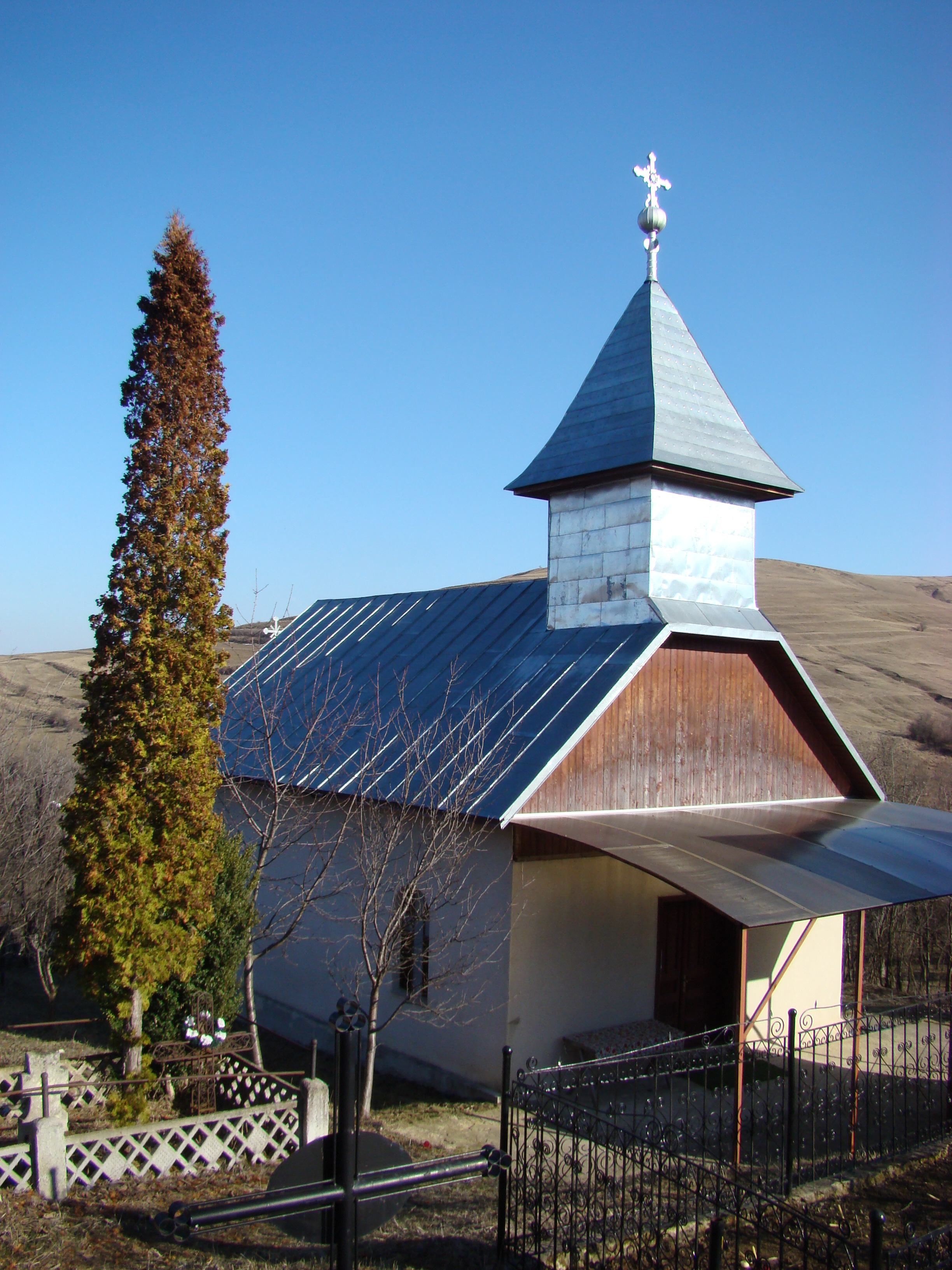
Biserica ortodoxă cu hramul „Sfinţii Arhangheli Mihail şi Gavriil” din Șutu
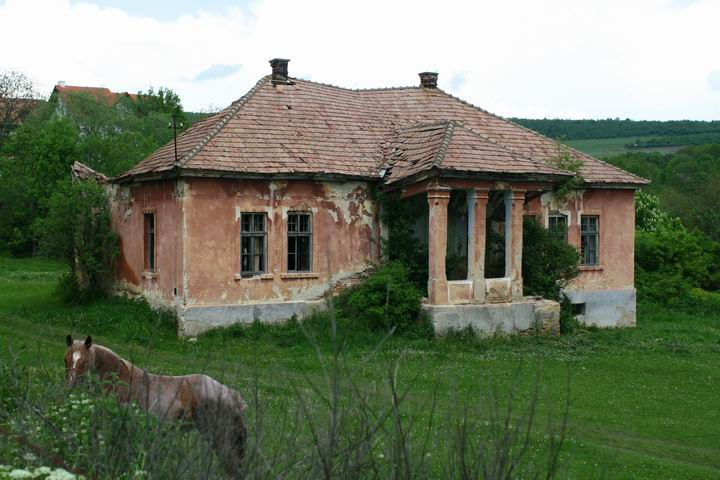
Ruinele vechiului conac din satul Pruniș
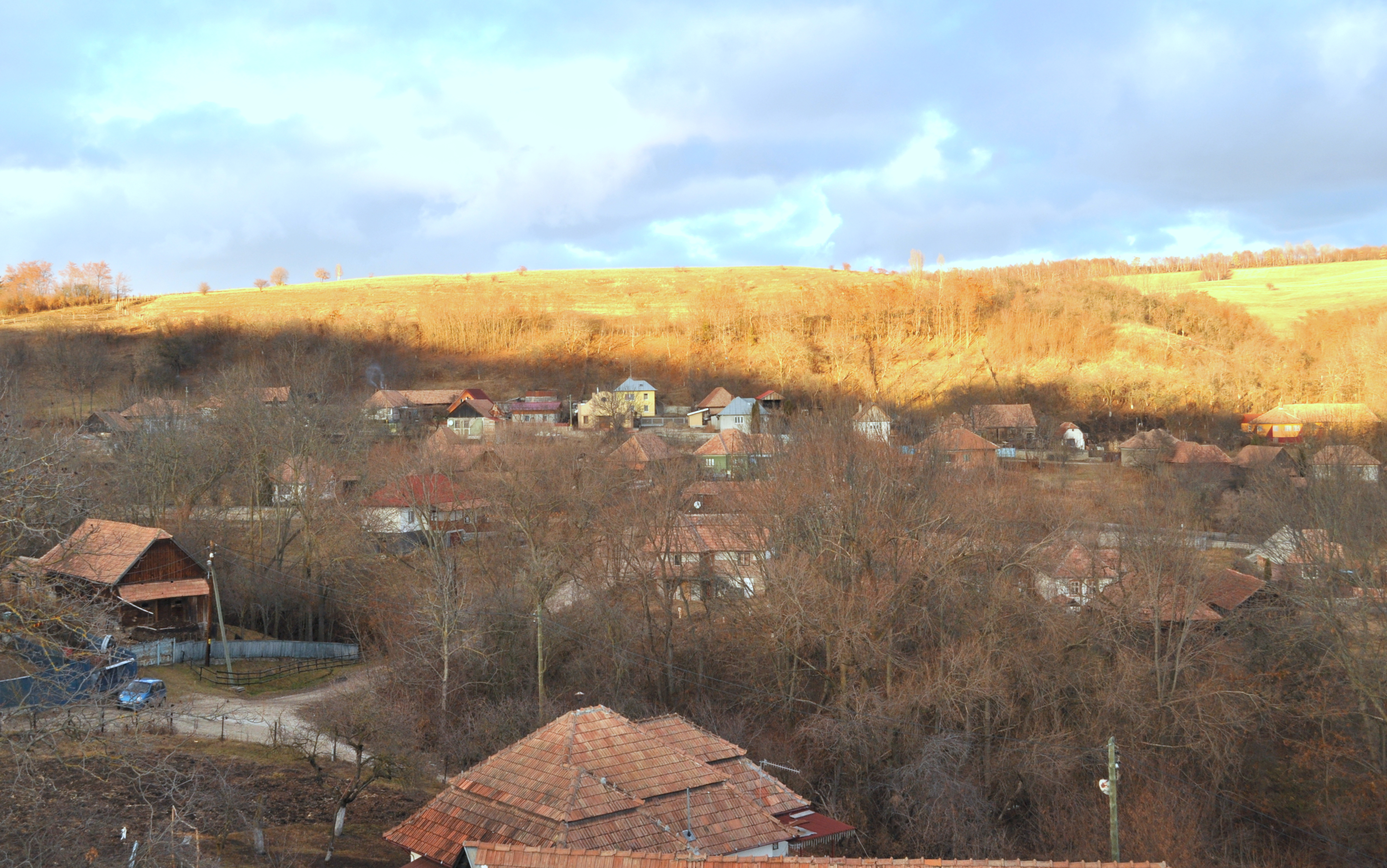
Satul Săliște
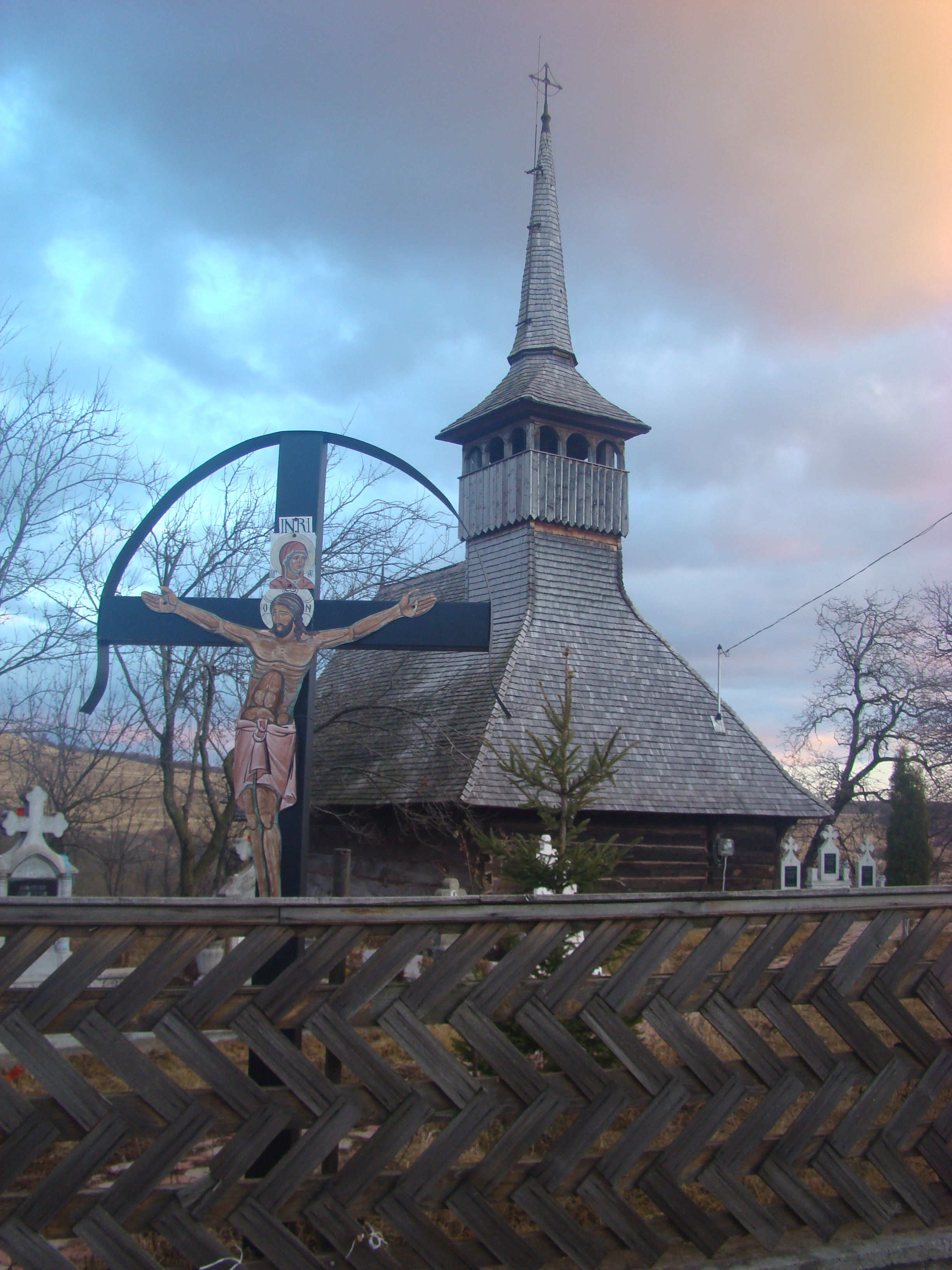
Biserica de lemn „Sfinții Arhangheli Mihail şi Gavriil" din Săliște (monument istoric)
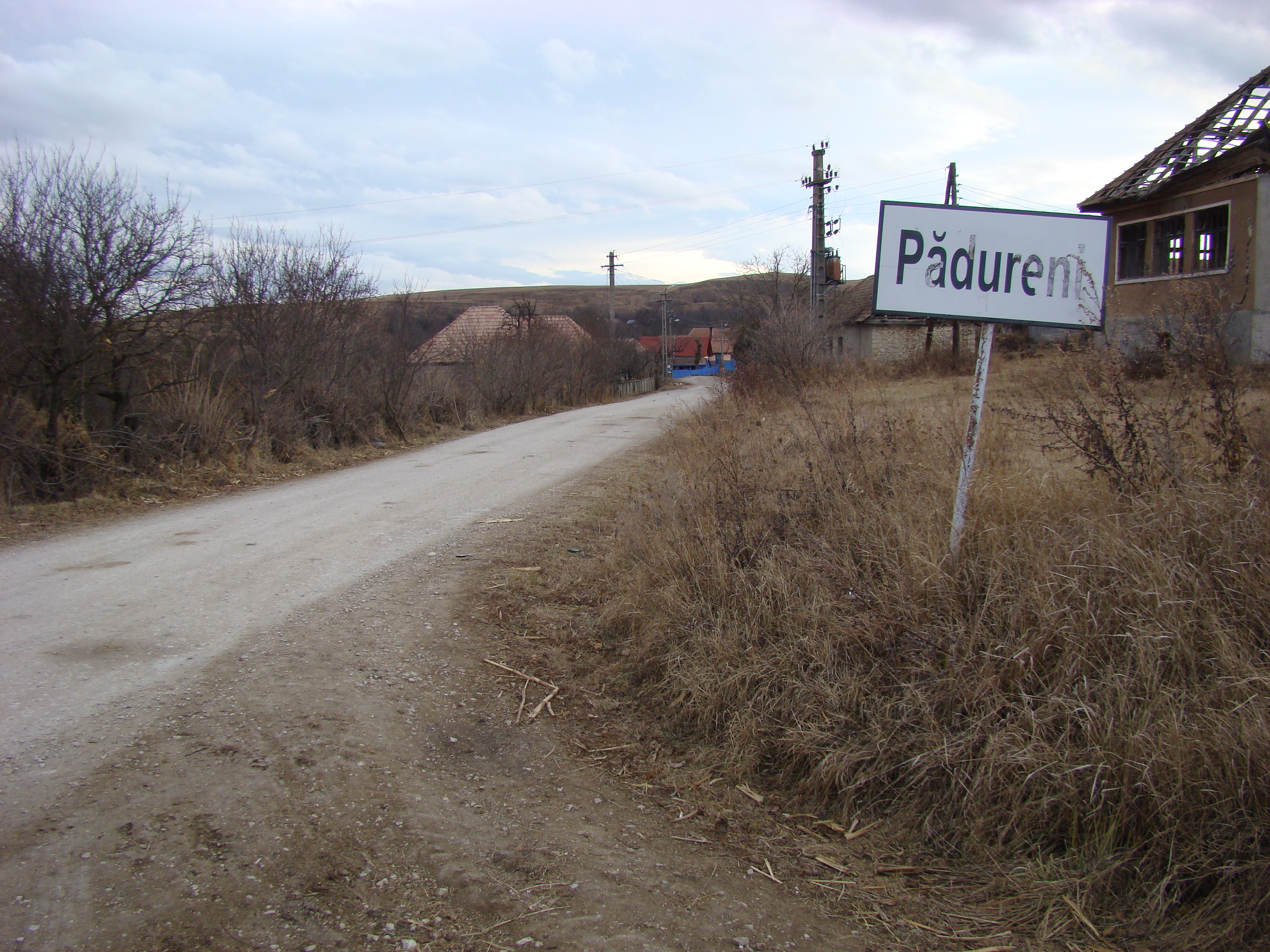
Satul Pădureni
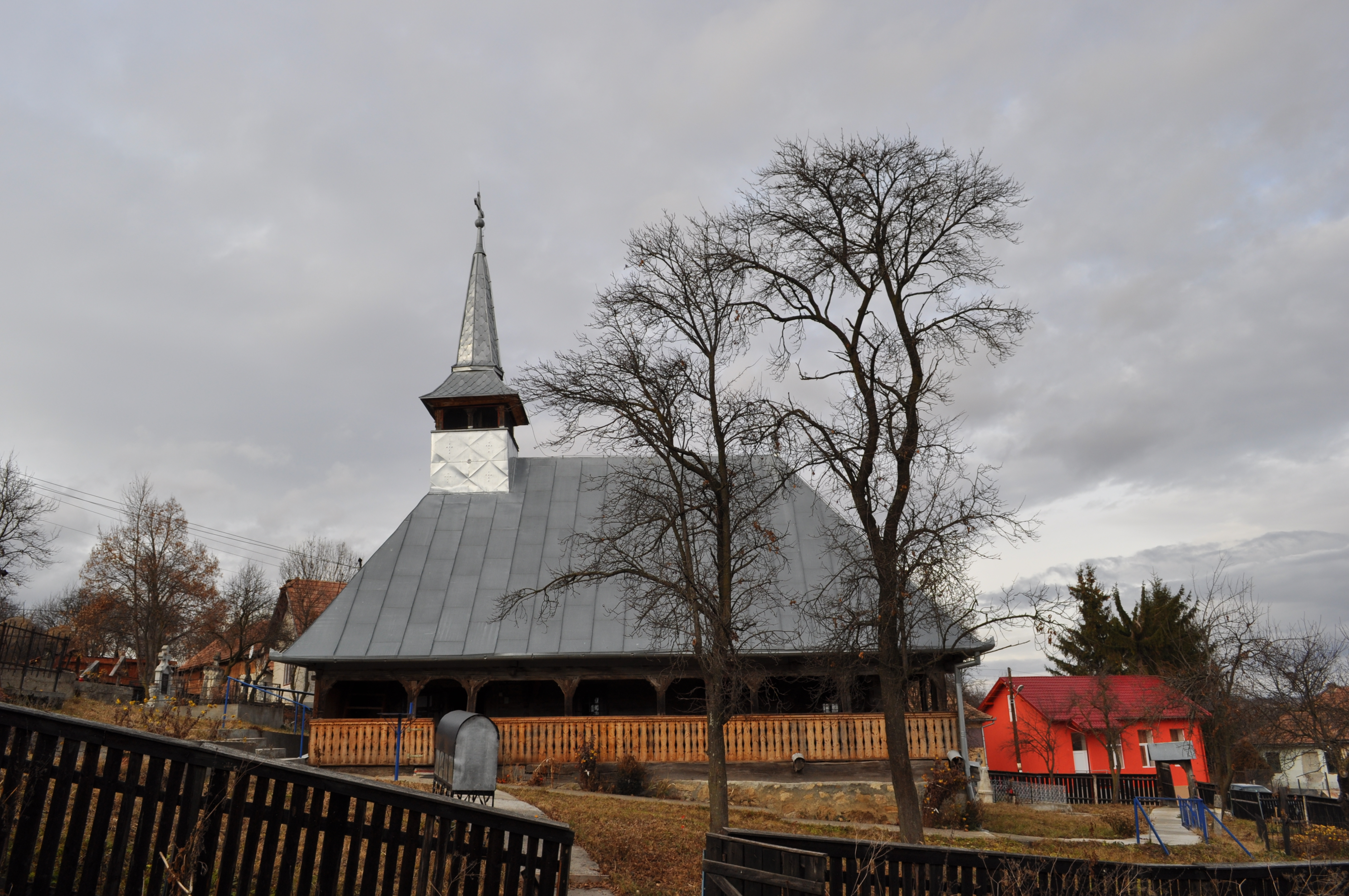
Biserica de lemn „Sfinții Arhangheli Mihail şi Gavriil" din Pădureni (monument istoric)
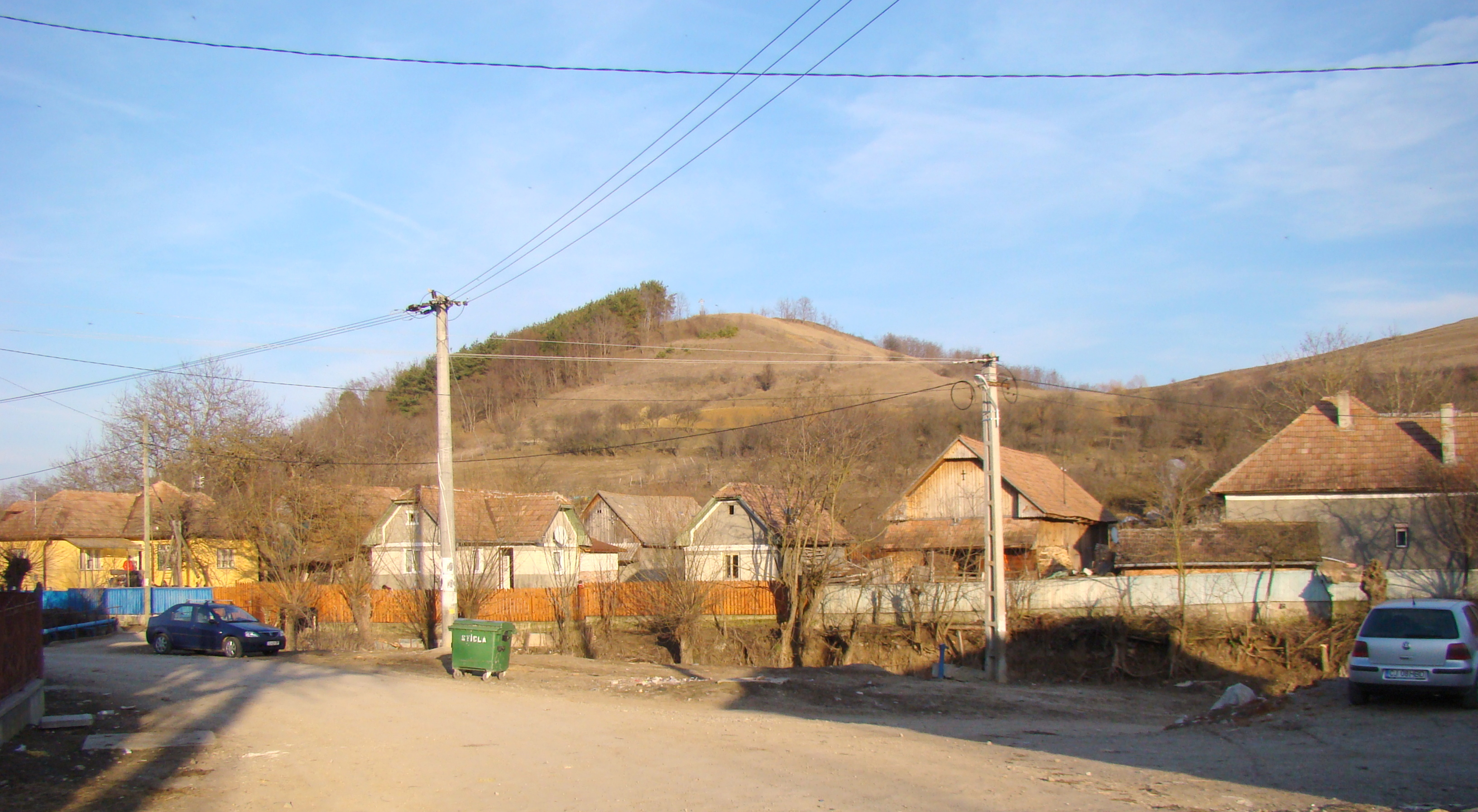
Satul Filea de Jos
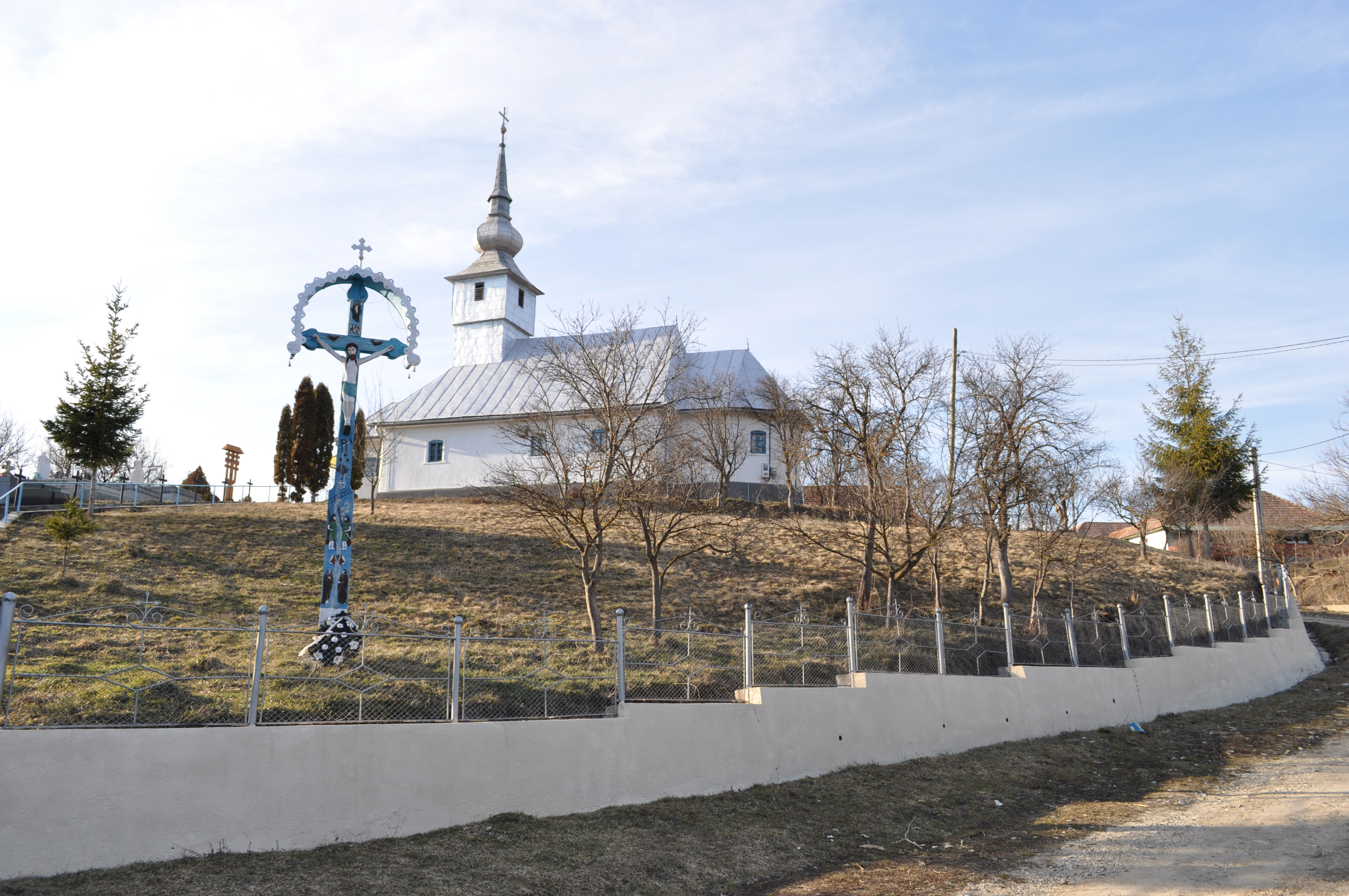
Biserica de lemn din Filea de Jos (1739)
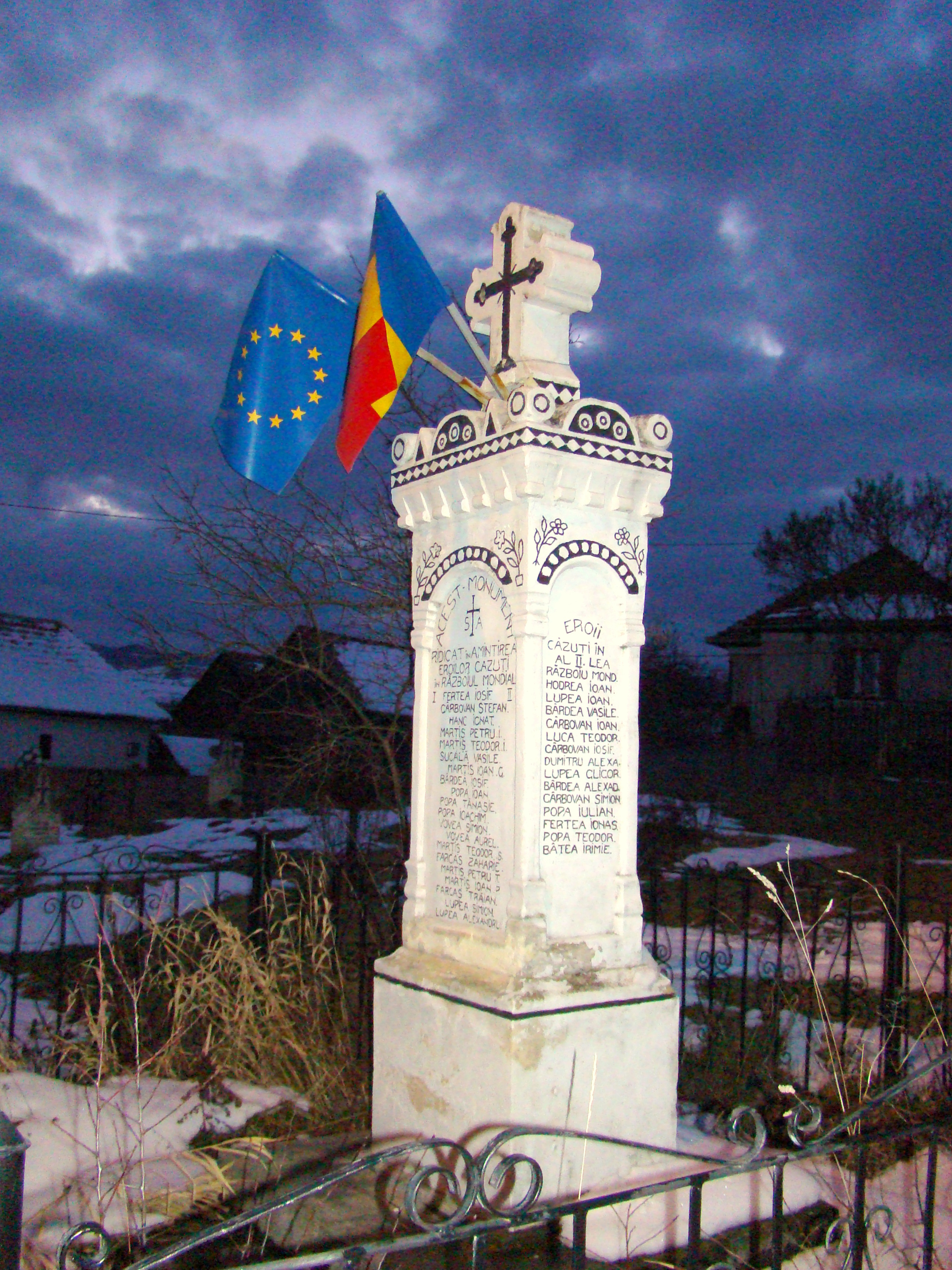
Monumentul eroilor din Filea de Sus
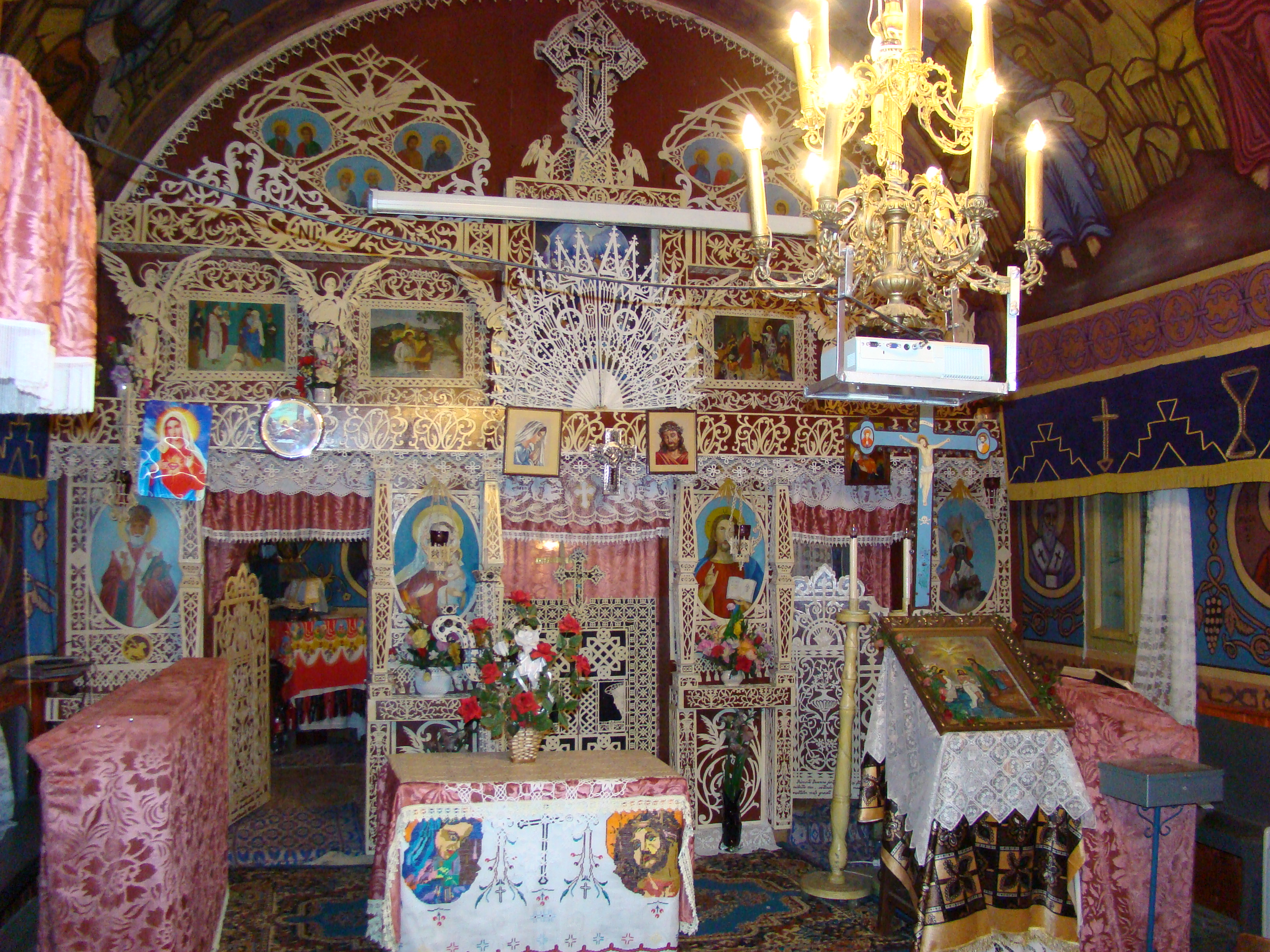
Biserica de lemn din Filea de Sus